# Bega (Australia)
Bega – miasto w Australii, w stanie Nowa Południowa Walia.